# Кортеланъярви
Ко́ртеланъя́рви (Кортелан-ярви; фин. Korteelanjärvi) — озеро на территории Мийнальского сельского поселения Лахденпохского района.

## Общие сведения
Площадь озера — 2,2 км². Располагается на высоте 11,0 метров над уровнем моря.
Форма озера лопастная. Берега возвышенные, скалистые.
Из озера вытекает безымянная протока, впадающая в Ладожское озеро.
В озере расположены три острова: Корманонсаари (фин. Kormanonsaari), Хапасаари (фин. Haapasaari) и Селькялуото (фин. Selkäluoto).
Вдоль северного берега озера проходит трасса А121, на которой расположен посёлок Кортела.
Название озера переводится с финского языка как «хвощёвое озеро».
Код объекта в государственном водном реестре — 01040300211102000013087.